# Двадесет и седми пехотен чепински полк
Двадесет и седми чепински полк е български пехотен полк, формиран през 1900 година и взел участие в Балканската (1913), Междусъюзническата (1913), Първата (1915 – 1918) и Втората световна война (1941 – 1945).

## Формиране
Двадесет и седми пехотен чепински полк е формиран в Пещера под името Трети пехотен резервен полк на 7 февруари 1900 година съгласно указ №9 от 1 януари 1899 година в състав четири пехотни и една погранична рота. На 29 декември 1903 година с указ №84 на княз Фердинанд I се развръща от една в две дружини и се преименува на 27-и пехотен чепински полк. Установява се на гарнизон в Татар Пазарджик и е част от състава на 2-ра бригада на 2-ра пехотна тракийска дивизия

## Балкански войни (1912 – 1913)
През Балканската война (1912 – 1913) полкът е в състава на втора пехотна бригада от Втора пехотна тракийска дивизия. В началото на войната води настъпление в направление река Луковица – Света Петка – Аврамови колиби – Мехомия(Разлог).
Част от полка завзема Предела и се прехвърля за кратко в долината на Струма, подкрепяйки настъплението на Седма пехотна рилска дивизия, след което се връща през Банско. Настъплението на Двадесет и седми полк продължава на юг през Неврокоп до Сяр. След това той настъпва бързо към Солун, но е спрян след Негован, тъй като Седма дивизия и гръцките войски вече са в града.
По време на Междусъюзническата война (1913) в периода 17 – 24 юни 1913 година води боеве със сърбите и участва в разгрома на Тимошката дивизия при Криволак и Удово. В периода 4 – 17 юли води отбранителни боеве при връх Занога.

## Първа световна война (1915 – 1918)
Полкът взема участие в Първата световна война (1915 – 1918) в състава на 2-ра бригада от 2-ра пехотна тракийска дивизия.
При намесата на България във войната полкът разполага със следния числен състав, добитък, обоз и въоръжение:
| Числен състав                          | Добитък   | Обоз                                                    | Въоръжение                           |
| -------------------------------------- | --------- | ------------------------------------------------------- | ------------------------------------ |
| Офицери: 58 Подофицери и войници: 5053 | Коне: 471 | Обикновени коли: 47 Товарни коли: 191 Специални коли: 4 | Пушки и карабини: 4500 Картечници: 4 |

През 1915 година полкът води битки при селата Фурка и Плавуш.
През 1918 на Македонския фронт води боеве в района на Завоя на река Черна и село Добромир. След пробива при Добро поле отстъпва като ариегард на Втора пехотна тракийска дивизия. След подписване на Солунско примирие полкът остава като заложник, но полковото знаме тайно е върнато в България.
Полкът е известен и с един от най-масовите войнишки бунтове през първата световна война, бунтът е ръководен от подпоручик тесен социалист по убеждения Б. Николчев.

## Между двете световни войни
През 1920 година в изпълнение на клаузите на Ньойския мирен договор полкът е реорганизиран в 27-а пехотна чепинска дружина. През 1928 година полкът е отново формиран от частите на 27-а пехотна чепинска дружина и 8-а жандармерийска дружина, но до 1938 година носи явното название дружина.
Бойното му знаме е връчено от цар Борис III на 12 юни 1938 година в Пловдив.

## Втора световна война (1941 – 1945)
През Втора световна война (1941 – 1945) полкът е мобилизиран и от 1943 година е на Прикриващия фронт. Участва в борбата с партизаните в Пещерско и Пазарджишко. Разбива комунистическите партизани в битката при Милеви Скали. Взема участие в първата фаза на заключителния етап на войната в състава 2-ра пехотна тракийска дивизия. Участва в боевете при Киселица, връх Стажа, село Бащево, Дуброчица, Петролица, Остраж, Милотиница, река Пчиня, Четирце, Куманово и Скопие. Към полка се числи и гвардейска дружина.
По времето когато полкът отсъства от мирновременния си гарнизон, на негово място се формира 27-а допълваща дружина.
С указ № 6 от 5 март 1946 г. издаден на базата на доклад на Министъра на войната № 32 от 18 февруари 1946 г. е одобрена промяната на наименованието на полка от 27-и пехотен чепински полк на 27-и пехотен чепински на Васил Петлешков полк. От 1 януари 1950 г. полкът се преименува на 13-и пехотен гвардейски рилски полк с щаб в гр. Кюстендил, от 19 октомври 1950 г. се нарича 13-и стрелкови полк, от 15 октомври 1953 г. е с явно наименование поделение 45220. Полкът съществува до 15 май 1956 г., след която дата се разформирова.

## Наименования
През годините полкът носи различни имена според претърпените реорганизации:
- Трети пехотен резервен полк (7 февруари 1900 – 29 декември 1903)
- Двадесет и седми пехотен чепински полк (29 декември 1903 – 1 декември 1920)
- Двадесет и седма пехотна чепинска дружина (1 декември 1920 – 1928)
- Двадесет и седми пехотен чепински полк (1928 – 5 март 1946)
- Двадесет и седми пехотен чепински на Васил Петлешков полк (5 март 1946 – 1950)
- Тринадесети пехотен гвардейски рилски полк (1950)
- Тринадесети стрелкови полк (1950 – 1956)

## Командири
Званията са към датата на заемане на длъжността.
| №  | звание       | име              | дати                                |
| -- | ------------ | ---------------- | ----------------------------------- |
| 1. | Майор        | Янко Драганов    | от 1889                             |
| 2. | Подполковник | Димитър Гешев    | между 1895 и 1902                   |
|    | Полковник    | Яким Димитриев   | до 1904                             |
|    | Полковник    | Недю Русев       | 1912 – 1 декември 1912              |
|    | Подполковник | Илия Раев        | 1 декември 1912 – 1913              |
|    | Подполковник | Стефан Рачев     | 17 септември 1915 – 1 април 1917    |
|    | Полковник    | Димитър Мустаков | 1 април 1917 – 1 ноември 1917       |
|    | Подполковник | Васил Баев       | 1 ноември – 31 декември 1918        |
|    | Подполковник | Христо Рачев     | 31 декември 1918 – 1 септември 1919 |
|    | Подполковник | Иван Кючуков     | 1921 – 1924                         |
|    | Полковник    | Тодор Ненов      | 1930 – 1931?                        |
|    | Полковник    | Тодор Ненов      | 1932 – 1933?                        |
|    | Полковник    | Илия Стоянов     | 1933 – 1935?                        |
|    | Полковник    | Иван Пангаров    | 1935 – 1936                         |
|    | Подполковник | Христо Икономов  | от 1935                             |
|    | Подполковник | Христо Новаков   | 1938 – 1940                         |
|    | Подполковник | Герман Еленков   | 1940 – 1944                         |
|    | Полковник    | Борис Славов     | от септември 1944                   |
|    | Полковник    | Георги Янминчев  | 1946 – 1946                         |

Други командири: полк. Славейко Василев, полк. Петър Атанасов

## Паметници
- Паметник на 27 чеписнки полк във Велинград
- Паметник на 27 Чепински полк в Пазарджик
- Паметник на 27 Чепински полк в Якоруда